# Партизански одред Радомир Митровић
Партизански одред Радомир Митровић је био партизанска јединица у саставу Народноослободилачке војске и партизанских одреда Југославије током Другог светског рата у Црној Гори.

## Историјат
Формиран је средином фебруара 1942. у рејону Колашина од делова Комског, Зетског, Ловћенског и Никшићког НОП одреда. Имао је пет батаљона, јачине око 850 бораца. Одред је образован као привремена формација за разбијање четничких снага на терену беранског (Иванград) и андријевичког среза и спречавање њиховог продора ка ослобођеном Колашину. У садејству с Комским НОП одредом водио је тешке борбе против четника од 19. до 23. фебруара на положајима села Мујића Речине—Букова Пољана—Планиница—Матешево—Јасен и око Колашина. После повлачења партизана из Колашина (23. фебруара), Одред је расформиран, а људство упућено у матичне и друге јединице.